# Eik
Eik (Quercus) is een geslacht van loofbomen. Tot dit geslacht behoren zowel bladverliezende als groenblijvende bomen. Wanneer in het Nederlands over de eik gesproken wordt, gaat het meestal over de zomereik. Eikenhout wordt voor verschillende doeleinden gebruikt. In het algemeen is eikenhout sterk en hard, maar toch redelijk makkelijk te bewerken en af te werken.
De eik is voor het voortbestaan vooral afhankelijk van de gaai en van de eekhoorn. Een eikel valt niet ver van de boom en kan onder het bladerdak van de boom niet uitgroeien. Hij is dus aangewezen op dieren om de eikel verder van de boom te verplaatsen. Eekhoorns begraven voorraden eikels voor de winter. Als een eekhoorn omkomt of de voorraad niet of onvolledig aanspreekt of vergeet, is dat een ideale plaats voor de eikels om te ontkiemen.
Eiken kunnen, als de omstandigheden goed zijn, gemakkelijk tweehonderd jaar oud worden. Een leeftijd van 500 - 900 jaar is mogelijk.

## Heiligdom
Eiken werden door voorchristelijke bewoners van West-Europa gebruikt als boomheiligdom. Een voorbeeld hiervan is de Heilige Eik van Den Hout bij Oosterhout. De christelijke missionaris Bonifatius, die opdracht had de Friezen te kerstenen, werd bij Dokkum door hen gedood omdat hij hun eikenheiligdommen liet vernielen.
Vanaf de zesde eeuw werden in het noordelijk terpengebied ook wel eiken kisten gebruikt die van uitgeholde boomstammen waren gemaakt. Voorbeelden van dergelijke kisten zijn onder de Martinikerk in Groningen en in de terp van Hogebeintum gevonden. De eiken lijken speciaal voor dit doel te zijn gekweekt in heilige bossen waarvan christelijke bronnen melding maken. De Franken maakten een einde aan de begravingen in deze bijzondere boomstamkisten.
Het woord eik is verwant aan het Indische igja dat verering betekent. Het woord druïde is verwant met het Keltische woord voor eik, zo was de verzamelplaats van de Galaten bekend als Drunemeton ("eikheiligdom").

## Giftigheid
Zowel de bladeren als de eikels van de eik bevatten tannine. Deze tannines kunnen het maag-darmstelsel irriteren. In het lichaam worden zij omgezet tot pyrogallol, een sterk bloedgif, dat hemolyse veroorzaakt. Eikels  - die tot de noten worden gerekend - zijn giftig voor mensen, hoewel er indianenstammen waren die zich voornamelijk met eikels voedden door ze zo te bereiden dat de tannines er grotendeels uit verwijderd werden. Paarden, schapen en runderen zijn zeer gevoelig voor dit gif, maar varkens verdragen eikels goed. Ook wilde zwijnen, herten en eekhoorns eten veel eikels.

## Parasieten
De eikengalwesp (Cynips quercusfolii) legt op de onderkant van eikenbladeren haar eitjes. De eik kapselt deze in tot 3 centimeter grote gele tot rode galappels. Er zijn vijftig verschillende galwespen die op de eik leven. Galwespen zijn echter niet schadelijk voor de boom en kunnen eerder als symbioten worden beschreven dan echte parasieten. 
De bastaardsatijnvlinder legt in augustus haar eitjes op het blad boven in de boom. De larven eten enkele weken van het groen van de eik en maken dan een gemeenschappelijk nest van spindraden in de takken. Hierin overwinteren de larven. Als de eik weer blad krijgt, vreten zij zich vol totdat ze volgroeid zijn. Dit kan een behoorlijke aanslag betekenen op de boom. De eik overleeft dit door in juli alle slapende knoppen te laten uitkomen. 
De eik is de belangrijkste waardplant voor de eikenprocessierups.

## Eik in de toegepaste kunst
Eikenloof wordt vaak gebruikt voor het versieren van monumenten en ceremoniele uniformen in goudborduurwerk.

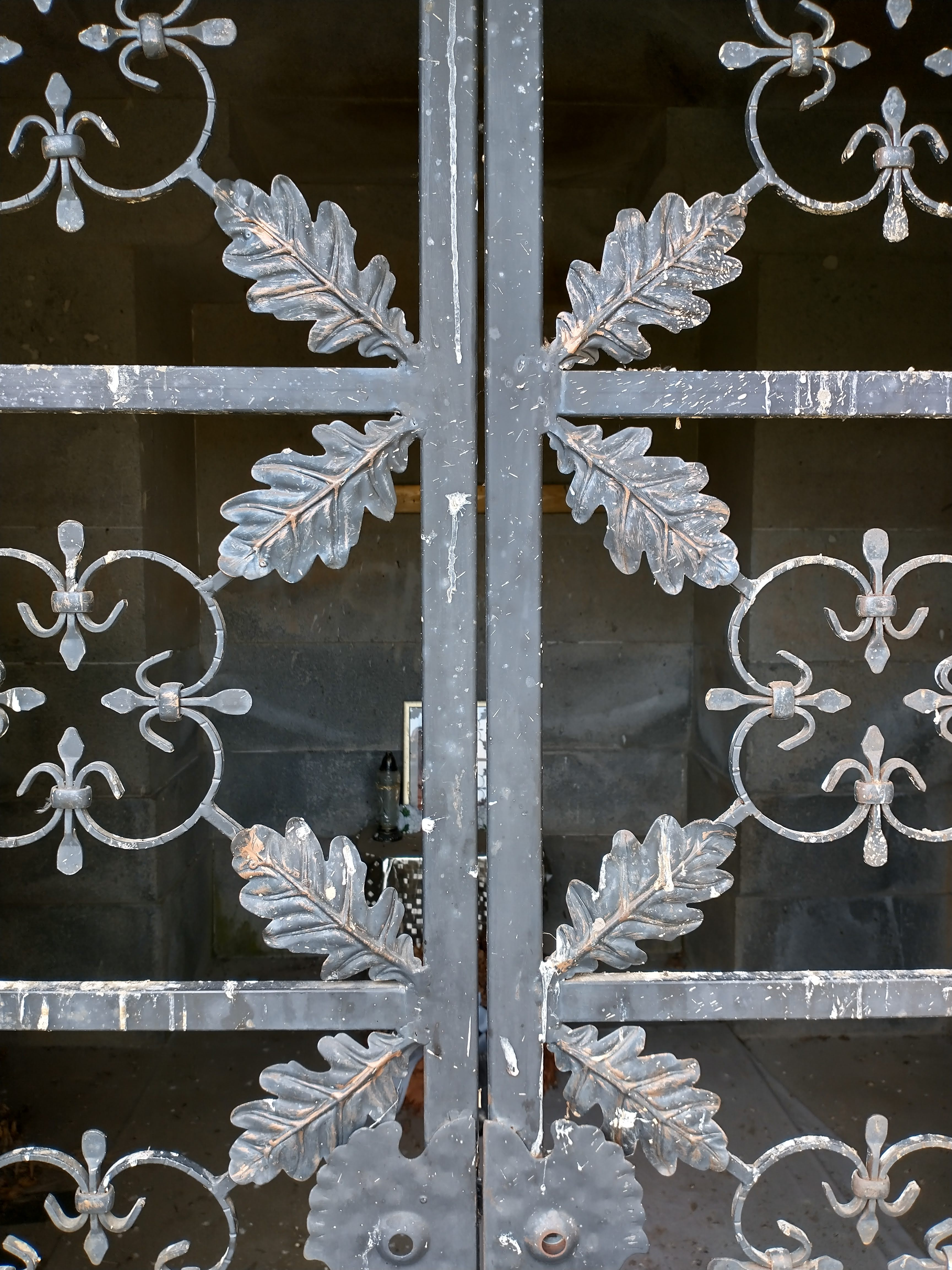
Raamrooster van het mausoleum van de Pruisische veldmaarschalk Gebhard Leberecht von Blücher
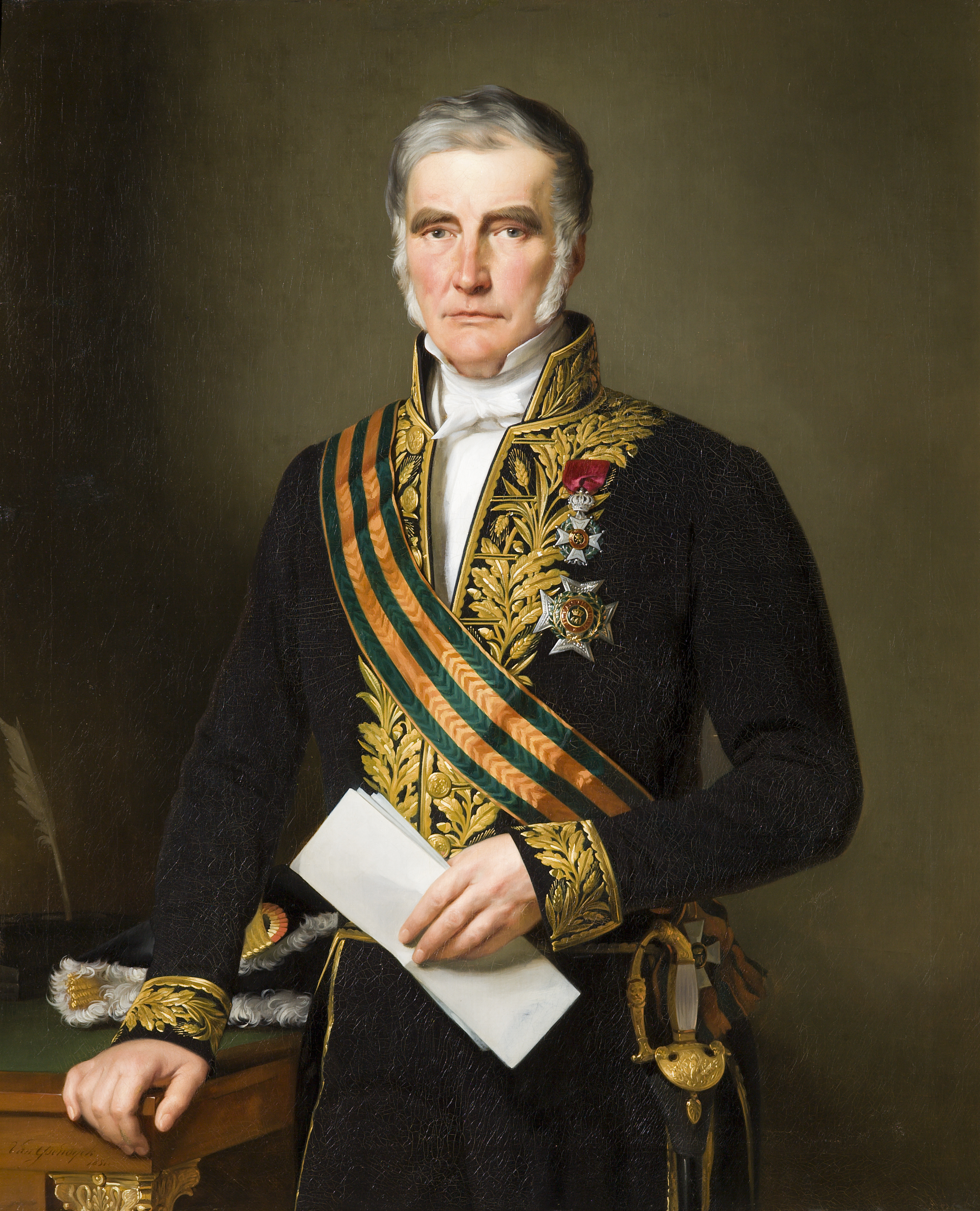
Portret van Augustin Dumon-Dumortier, voorzitter van de Senaat met het grootkruis van de Orde van de Eikenkroon.
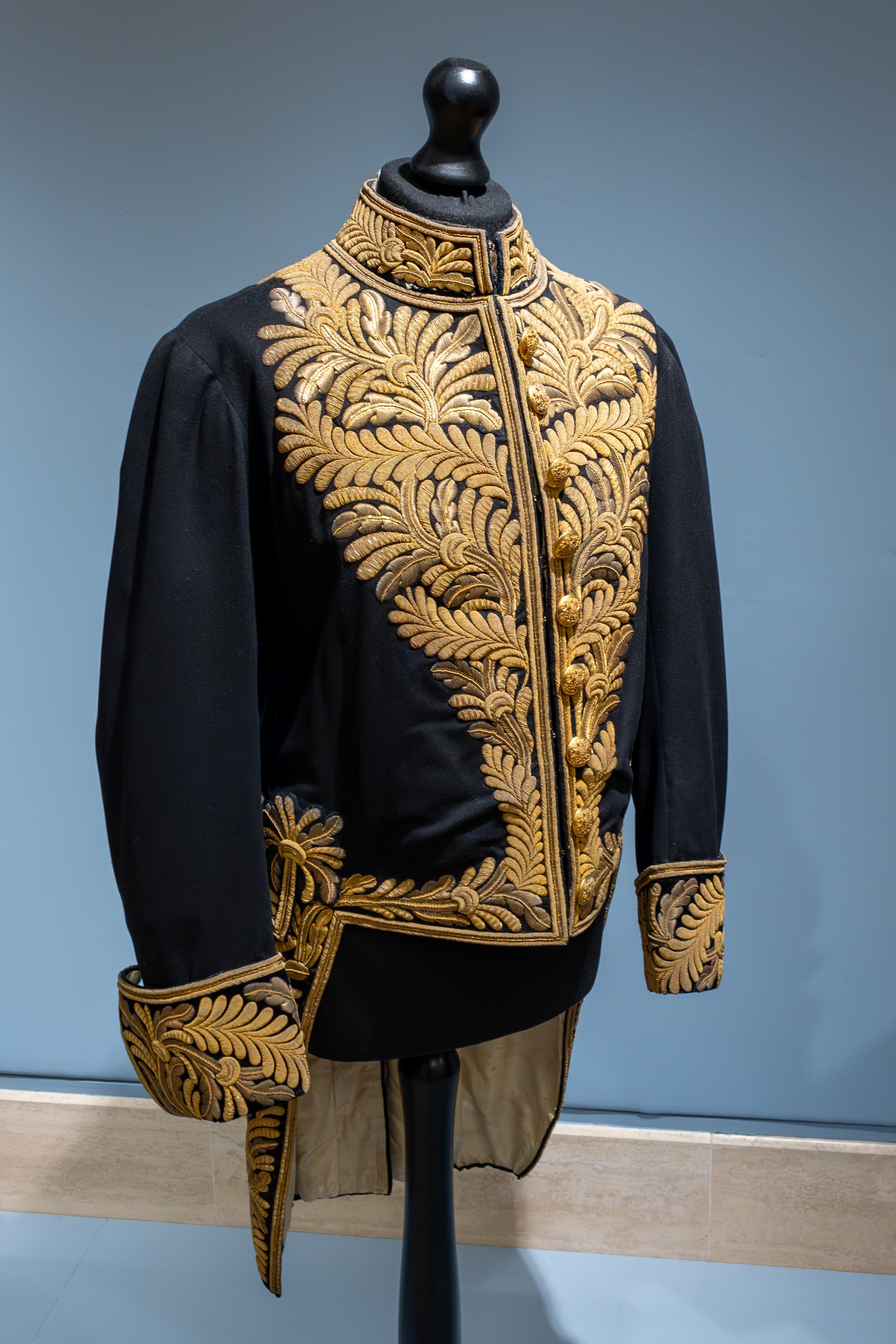
Brits Ceremonieel uniform met Eikenloof in goudborduurwerk
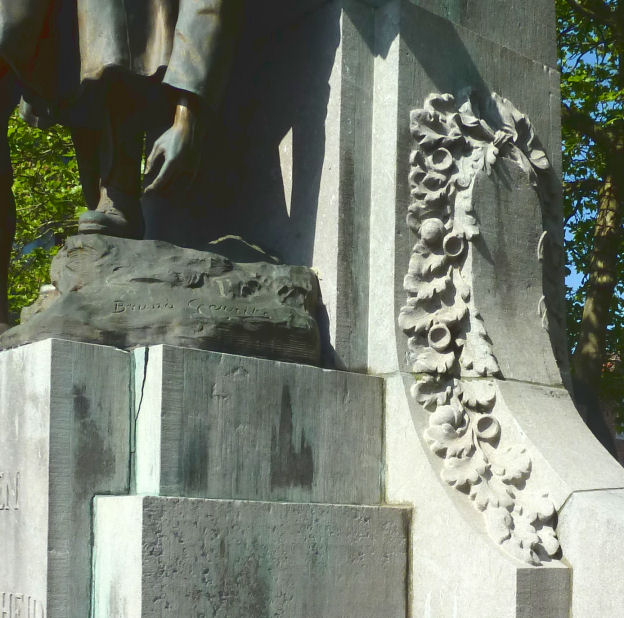
Loof van eikenblaadjes, uit arduin gehouwen, op het monument te Sint-Niklaas.

## Afbeeldingen

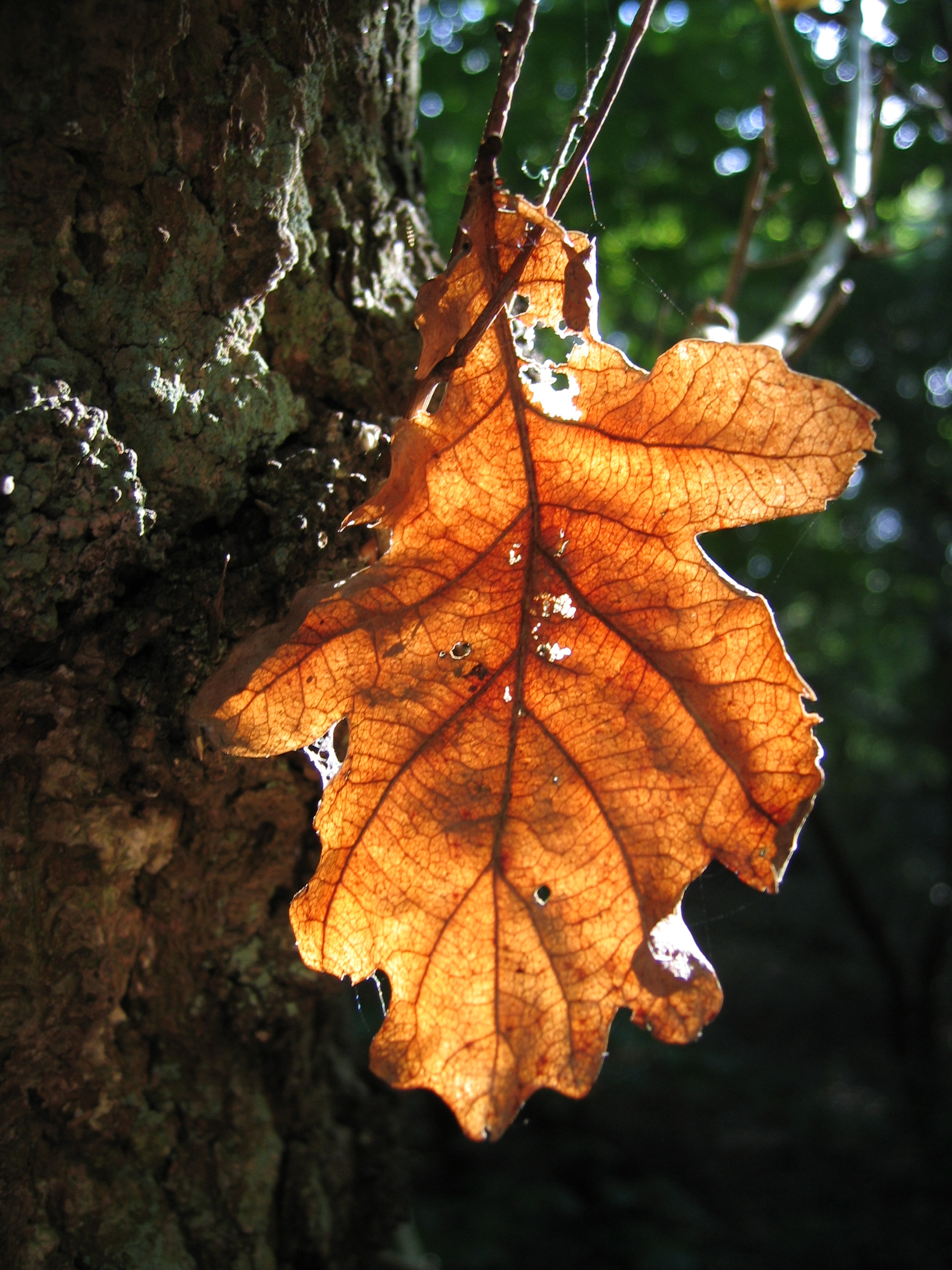
Blad van de zomereik
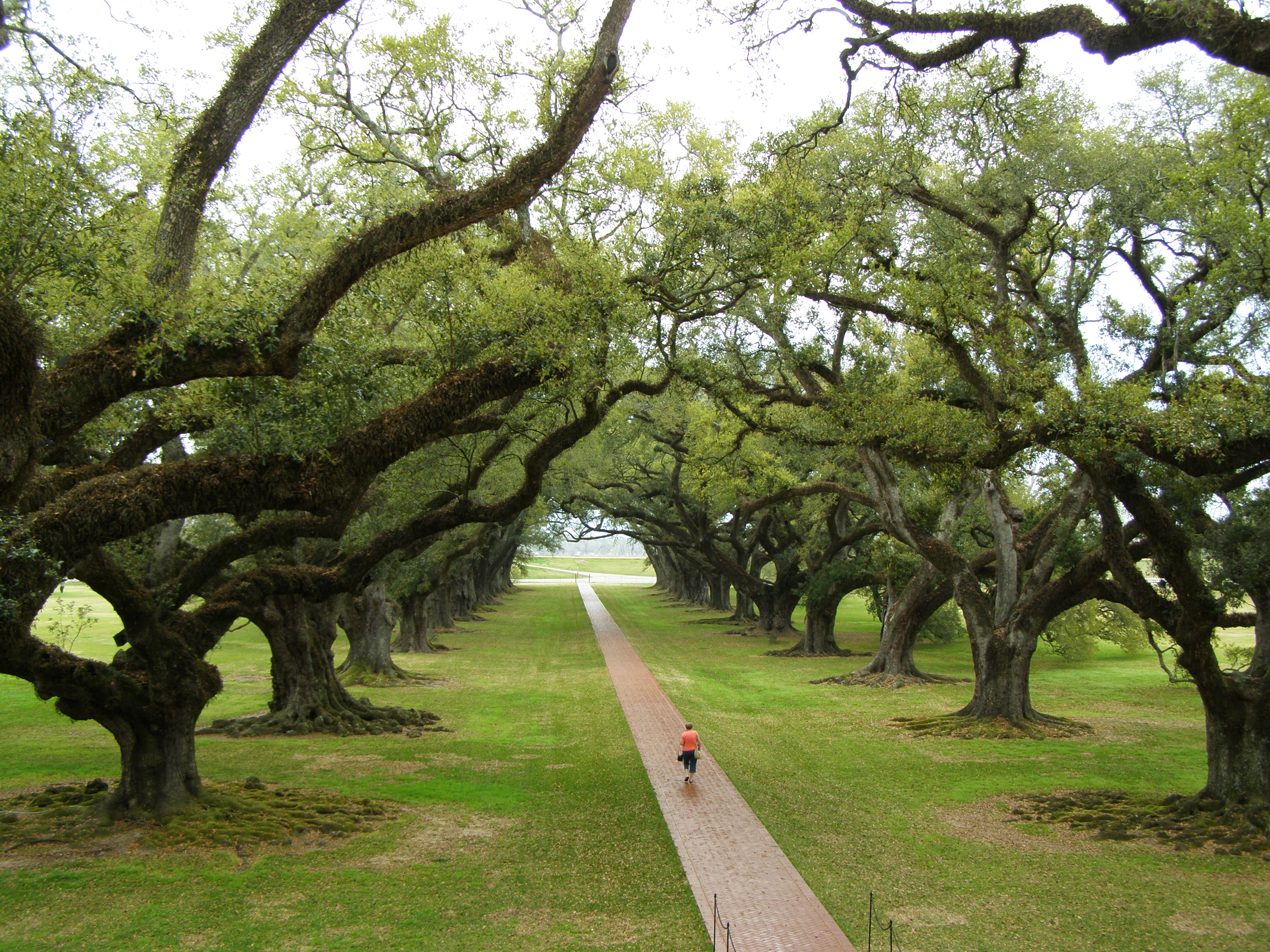
Meer dan 300 jaar oude groenblijvende eiken op de Oak Alley Plantation in de VS
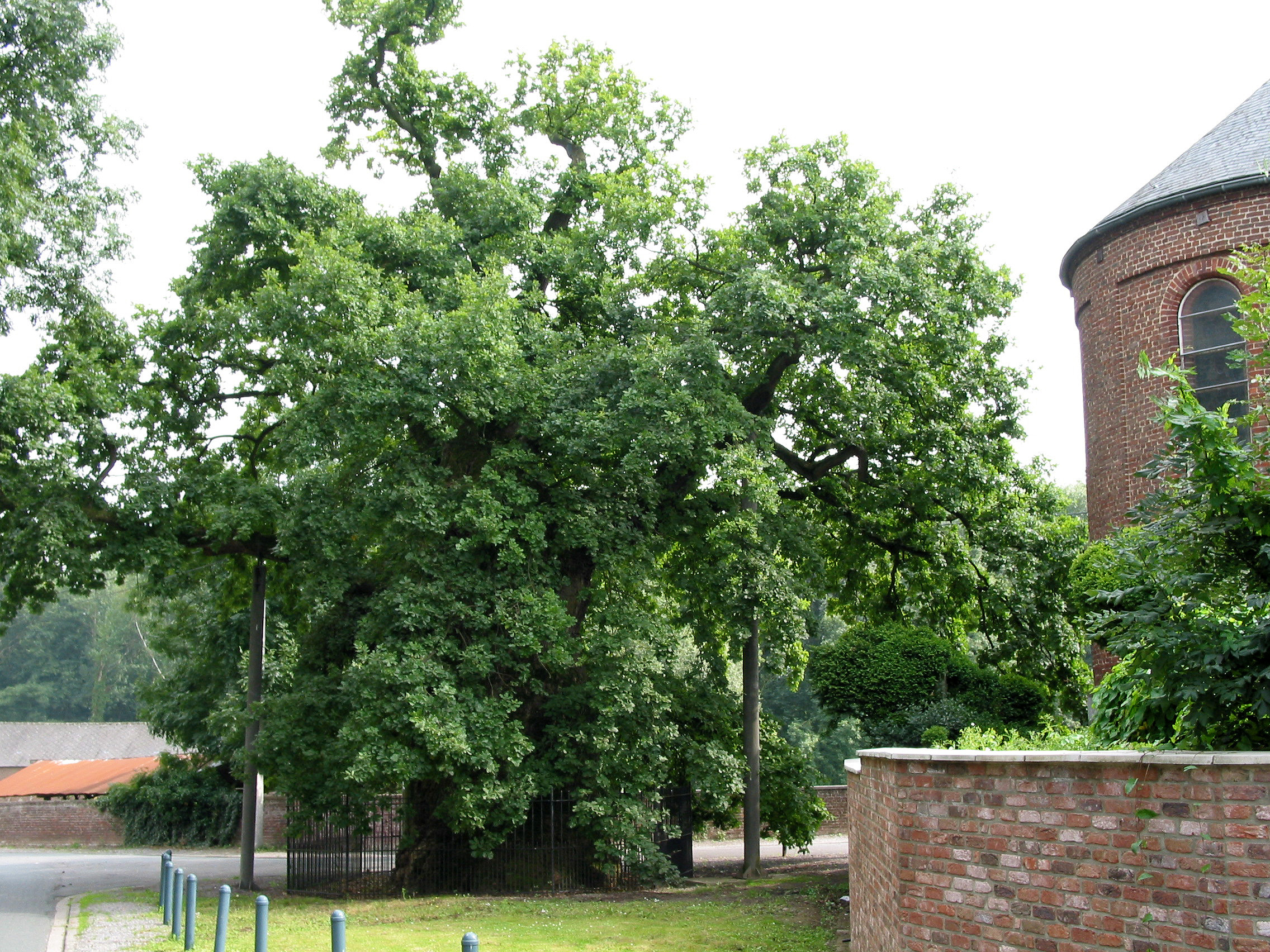
De dikste eik van de Lage Landen te Liernu in Wallonië
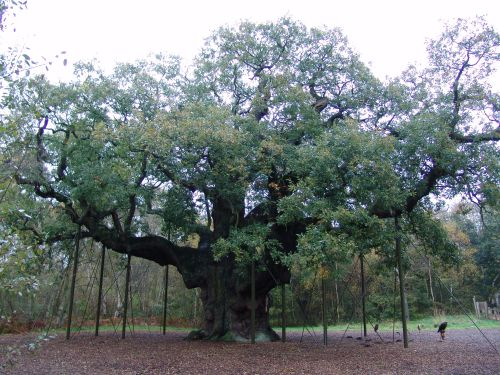
Major Oak, een zeer oude eik in Sherwood Forest, Engeland
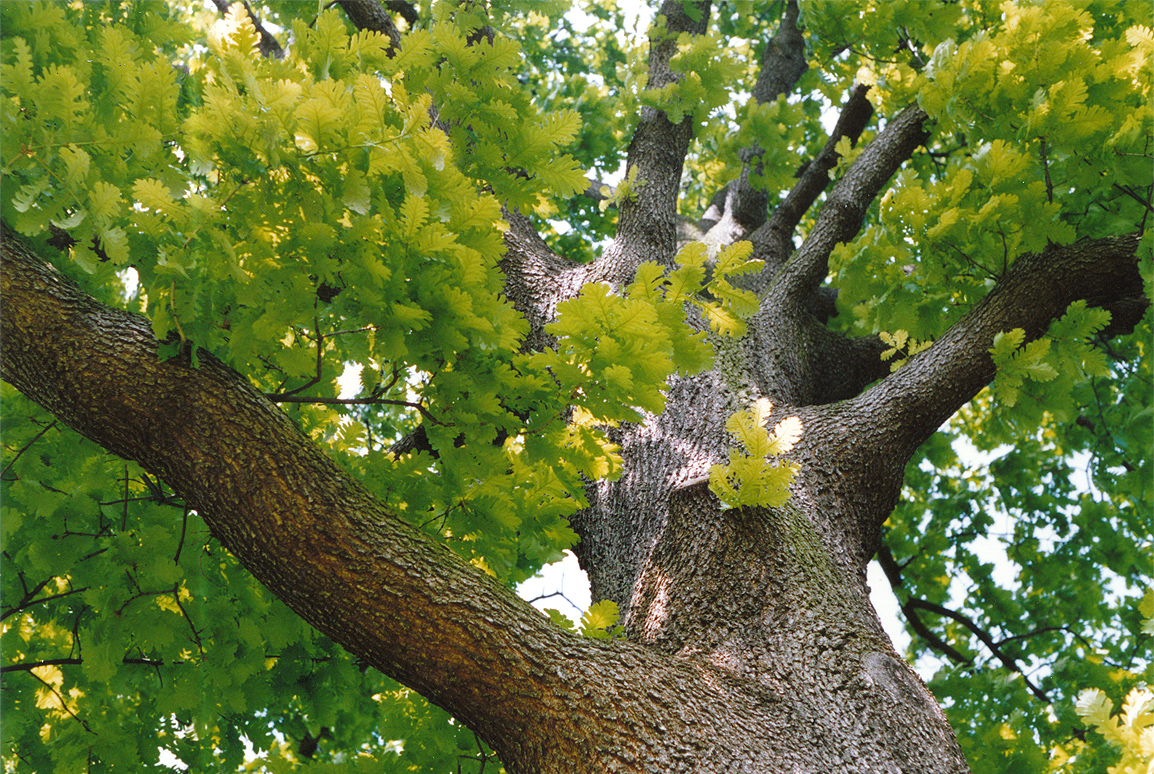
Hongaarse eik
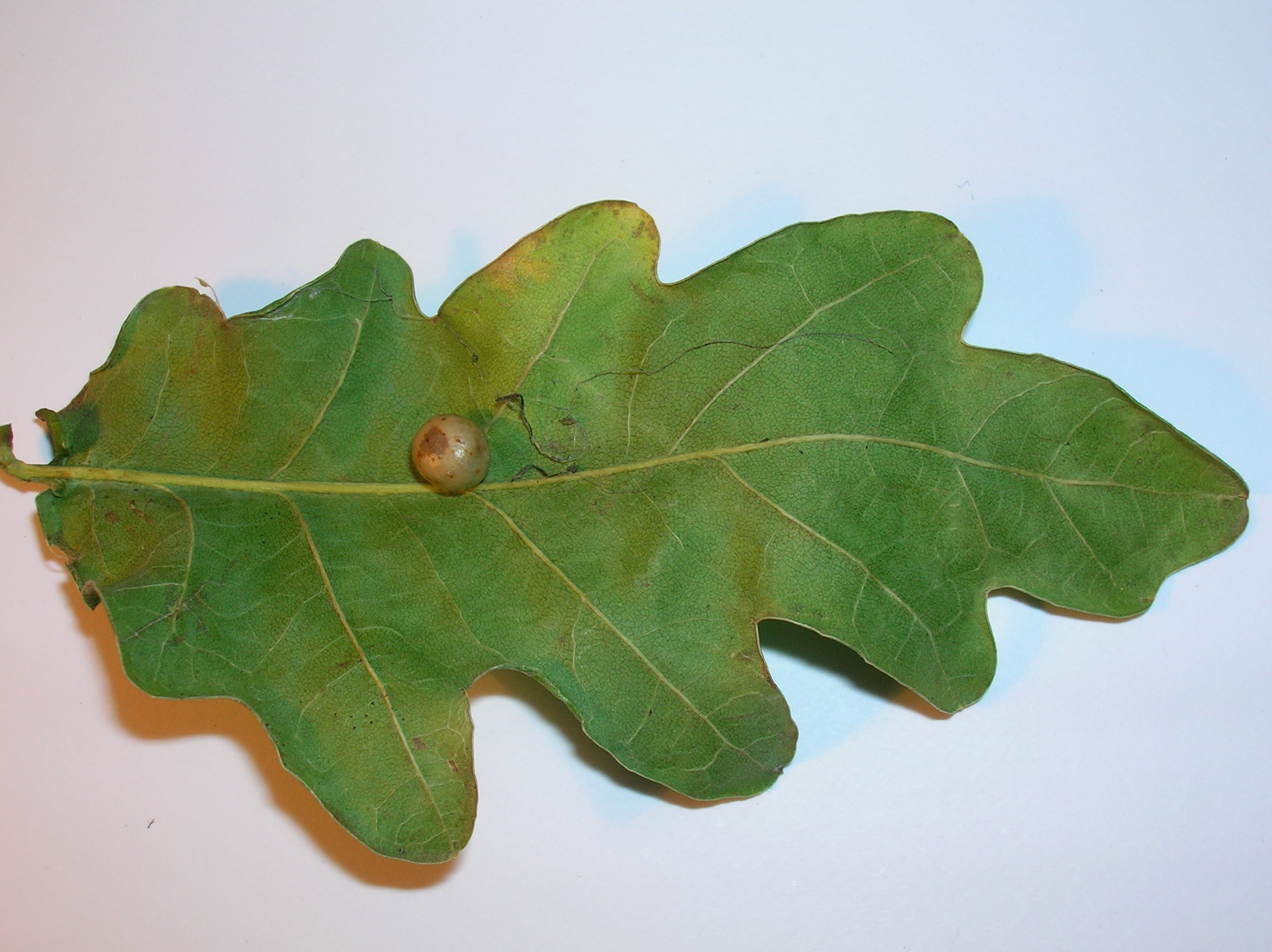
Rode erwtengal (Cynips divisa)
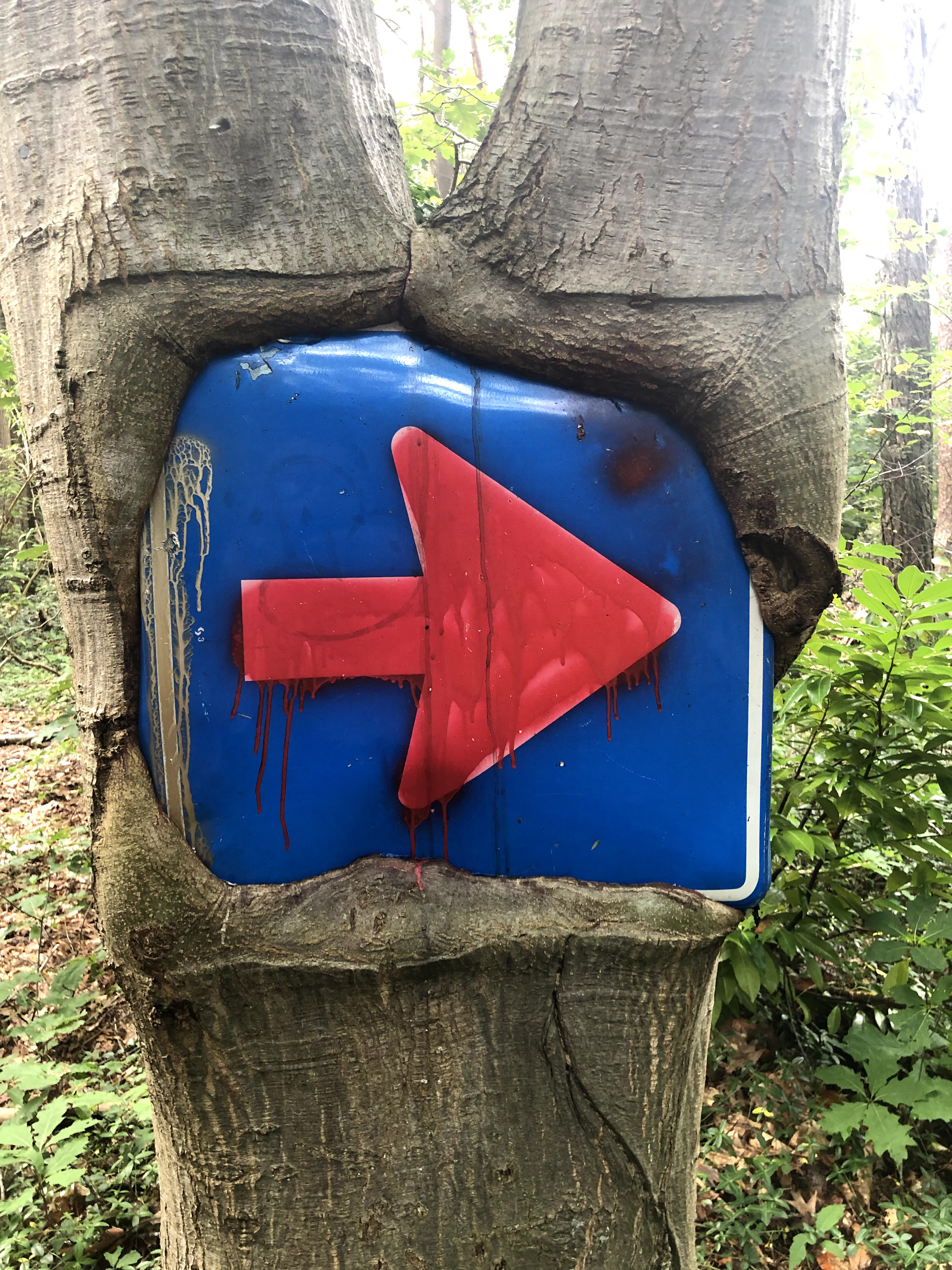
Verkeersbord in een Eik gegroeid

## Soortenlijst
| Lijst van Quercus-soorten | Lijst van Quercus-soorten        |
| Nederlandse naam          | Botanische naam                  |
| ------------------------- | -------------------------------- |
| Gezaagdbladige eik        | Q. acutissima                    |
| Amerikaanse witte eik     | Q. alba                          |
| Japanse eik               | Q. aliena                        |
| Gouden eik                | Q. alnifolia                     |
| Californische struikeik   | Q. berberidifolia                |
| Tweekleurige eik          | Q. bicolor                       |
| Moseik                    | Q. cerris L.                     |
| Hulsteik                  | Q. coccifera L.                  |
| Scharlaken eik            | Q. coccinea Münchh.              |
|                           | Q. dalechampii Ten.              |
| Portugese eik             | Q. faginea                       |
| Hongaarse eik             | Q. frainetto Ten.                |
| Steeneik                  | Q. ilex                          |
|                           | Q. lamellosa                     |
|                           | Q. lusitanica                    |
| Perzische eik             | Q. macranthera                   |
| Mongoolse eik             | Q. mongolica Fisch. ex Ledeb.    |
| Moeraseik                 | Q. palustris                     |
| Wintereik                 | Q. petraea (Mattuschka) Lieblein |
|                           | Q. polycarpa Schur               |
| Donzige eik               | Q. pubescens Willd.              |
| Pyreneeëneik              | Q. pyrenaica                     |
| Zomereik                  | Q. robur L.                      |
| Amerikaanse eik           | Q. rubra L.                      |
|                           | Q. semecarpifolia                |
| Kurkeik                   | Q. suber                         |
|                           | Q. trojana                       |
|                           | Q. virginiana                    |

## Bliksem
Eiken werden vroeger wel gezien als natuurlijke bliksemafleider. Een eik heeft een penwortel en omdat de wortels van de eik dieper gaan dan bijvoorbeeld die van de beuk zou er een beter contact met het grondwater zijn. Daarnaast heeft een eik ook een hoger vochtgehalte dan bijvoorbeeld een beuk, waardoor de elektrische geleidbaarheid toegenomen is. Er werd gezegd dat de bliksem daardoor eerder inslaat in eiken dan in beuken. Bij onweer zou een beuk veiliger zijn om onder te schuilen getuige het gezegde: "Van eiken moet je wijken, maar boeken (beuken) moet je zoeken". Een duidelijk wetenschappelijk bewijs is daar ook voor gevonden. Donar, de god van de donder, werd daardoor geassocieerd met de eik en was een van de redenen waarom de eik als heilig werd gezien in de Germaanse mythologie.